# Dansk i Sydslesvig
Dansk i Sydslesvig er en film instrueret af Jørgen Vestergaard efter manuskript af Jørgen Vestergaard.

## Handling
I Sydslesvigs danske skoler udgør dansk og tysk lige meget på timeplanen. Eleverne gøres fortrolige med dansk kultur og væremåde, men forberedes samtidig til det tyske samfund. Den to-sprogede opdragelse begynder i børnehaven. Filmen viser glimt fra livet i børnehaver og skoler og tegner den særlige problematik, man møder disse steder.